# Avarguppa, Siddapur
Avarguppa là một làng thuộc tehsil Siddapur, huyện Uttara Kannada, bang Karnataka, Ấn Độ.